# Острів скарбів (фільм, 1988)
«Острів скарбів» (рос. Остров сокровищ) — радянський анімаційний двосерійний фільм режисера Давида Черкаського. Сюжет заснований на романі «Острів скарбів» британського письменника Роберта Луїса Стівенсона.
Початково вийшов у 1986—1988 роках як російськомовний двосерійний анімаційний фільм: «Мапа капітана Флінта» (рос. Карта капитана Флинта, 1986) та «Скарби капітана Флінта» (рос. Сокровища капитана Флинта, 1988). Згодом на VHS та DVD також вийшла повнометражна версія, де дві частини об'єднали в одну тривалістю 106 хв. Як в оригінальній двосерійній, так і у повнометражній версії на додачу до звичайних анімаційних сцен присутні вставки з акторами, що виконують різноманітні комічні музичні номери.
У 1992 році у США на VHS вийшла оновлена версія фільму тривалістю 72 хв. під назвою «Повернення до Острова скарбів» (англ. The Return to Treasure Island), з якої вирізали вставки, де голос за кадром зачитує досьє героїв, а також усі неанімаційні комічно-музичні номери, створивши повноцінний анімаційний фільм. Ця версія мала англомовний дубляж.
У 1986—1988 роках Київнаукфільм створив для анімаційного фільму лише російськомовне озвучення; станом на 2024 рік офіційного українськомовного дубляжу не існує, а є лише декілька неофіційних фанатських українськомовних озвучень.[⇨]
Займає 49-50-ту позицію у списку 100 найкращих фільмів в історії українського кіно.

## Сюжет
Сюжет досить близько повторює події першоджерела — роману «Острів скарбів» Роберта Л'юїса Стівенсона, приправлений великою кількістю жартів з елементами пародії та сатири.

### Частина 1-ша: Мапа капітана Флінта

Кадр з мультфільму

У трактир «Адмірал Бенбоу» приходить поселятися новий незвичний мешканець, Біллі Бонс. З його зовнішнього вигляду та досьє у стилі радянського телесеріалу «Сімнадцять миттєвостей весни» зрозуміло, що він — колишній пірат з команди капітана Флінта. У Біллі Бонса манія переслідування, а стан його здоров'я видається дуже слабким — він постійно чхає і п'є ром. В «Адміралі Бенбоу» його зустрічає господар трактиру, юнак Джим Гокінс. Біллі Бонс обіцяє платити йому три пенси щомісяця, за те, що Джим, помітивши чоловіка на одній нозі, попередить Біллі про нього. З одного із наступних «досьє персонажів» ми дізнаємося, що одноногий чоловік — пірат на ім'я Джон Сільвер, який раніше також служив у команді капітана Флінта.
Одного дня біля трактиру під виглядом вуличних музикантів з'являються ще двоє піратів. Один із них, на ім'я Чорний Пес, проникає в трактир і, заскочивши Біллі Бонса зненацька, запитує його, де знаходиться карта капітана Флінта. Біллі Бонс вдає, що нічого не знає про карту, і між ними стається сутичка, внаслідок якої Чорний Пес тікає. Згодом до Біллі Бонса навідується Лікар Лівсі, якого покликав Джим, побачивши плачевний стан здоров'я Біллі. Після візиту лікаря другий пірат, Сліпий П'ю, обманом потрапляє до кімнати Біллі Бонса і передає йому чорну мітку, де вказується, що пірати прийдуть за ним опівночі. Через це на Біллі Бонса нападає такий переляк, що він раптово помирає від апоплексичного удару. Джим знаходить у скрині Біллі Бонса карту капітана Флінта і тікає з трактиру. Залишаючи трактир, він помічає, як туди наближається ватага піратів разом із Сліпим П'ю. Вони обшукують «Адмірал Бенбоу», але карти не знаходять і розуміють, що її вкрав Джим. Внаслідок нещасного випадку Сліпий П'ю падає в бочці зі скелі у воду і тоне, решта піратів тікає, прихопивши золото зі скрині покійного Біллі Бонса.
Тим часом Джиммі вирішує, що йому слід негайно дати драла й чимдуж скаче на коні до резиденції сквайра Трелоні, де за збігом обставин у цей момент перебував також і лікар Лівсі. Джим розповідає їм про скарб і про те, що карта, де показано шлях до скарбів Флінта — тепер у нього. Недовго думаючи, Лівсі, Трелоні та Джим вирішують, що слід негайно вирушати за скарбами. Вони їдуть у Бристоль, де їм вдається швидко знайти корабель під назвою «Іспаньйола» і команду для майбутньої подорожі: бравого капітана Смоллетта, суднового кухаря Сільвера та його товаришів-моряків. Корабель негайно вирушає до острова скарбів. У дорозі Джим випадково підслуховує розмову Сільвера з моряками і дізнається, що насправді всі вони — колишні побратими капітана Флінта і збираються вбити Джима та інших, як тільки ті знайдуть скарб і перенесуть його на корабель. Перша серія закінчується тим, що корабель дістається до острова — ми чуємо, як один з моряків кричить «Земля!»

### Частина 2-га: Скарби капітана Флінта
Джим розповідає лікарю Лівсі, сквайру Трелоні та капітану Смоллетту про зраду. Капітан Смоллетт впевнений, що не слід занепадати духом і що, незважаючи на змову, у них ще є шанс перемогти піратів та отримати скарб. Проте пірати дізнаються про те, що Джим все доповів. Вони їдуть на берег, залишивши чотирьох моряків-піратів стерегти лікаря, Джима та інших, аби ті не втекли на острів. Проте Джим відразу ж втікає і дістається до острова раніше за піратів. Джим зустрічає на острові Бена Ганна, колишнього пірата і побратима капітана Флінта, якого товариші залишили на острові через те, що він свого часу не зміг знайти скарби Флінта. Смоллетт і компанія теж вирішують втекти з корабля, що їм і вдається. На острові вони займають стару піратську фортецю на вершині гори. Там їх знаходить Джим, якого Бен Ганн попросив передати лікарю Лівсі прохання про зустріч з ним.
Сільвер приходить до форту з білим прапором, пропонуючи героям здатися та віддати йому карту Флінта без бою. Герої відмовляються і згодом відбувається битва Смоллетта і компанії з піратами, яка закінчується перемогою перших. Уночі лікар Лівсі покидає форт і, як ми дізнаємося пізніше, таємно зустрічається з Беном Ганном. Одночасно Джим також покидає форт, маючи намір самостійно повернути корабель під їх контроль, що йому вдається. Бен Ганн розповів лікарю Лівсі, що вже бозна-коли знайшов скарб і переховав його у своїй печері. Тому Лівсі домовляється із Сільвером про обмін: вони віддають йому карту Флінта, а пірати дають їм мирно покинути форт. Джим повертається до форту і потрапляє у полон до піратів. Після недовгої суперечки про долю Джима, пірати все ж залишають його живим після того, як дізнаються, що у Сільвера тепер є карта Флінта. Пірати йдуть до місця розташування скарбу, але знаходять там лише порожню яму. У момент, коли пірати з'ясовують, що скарб зник, на них нападають Лівсі, Трелоні, Смоллет і Бен Ганн, і перемагають їх. Сільвер прохає про помилування в обмін на те, що він не дозволив піратам вбити Джима. Герої успішно переносять скарби з печери на борт «Іспаньйоли» й вирушають у плавання назад в Англію.

## У ролях
| - Сквайр Трелоні — Борис Вознюк - Капітан Смоллетт, Біллі Бонс — Віктор Андрієнко - Лікар Лівсі — Євген Паперний - Джон Сільвер — Армен Джигарханян - Бен Ганн — Юрій Яковлєв | - Джим Гокінс — Валерій Бессараб - Сліпий П'ю — Григорій Кішко - Боягузливий пірат, інші пірати — Вадим Задніпровський - Голос за кадром, пірати — Валерій Чигляєв |

## Нагороди
- Нагорода «Великий приз» на XII Всесоюзному фестивалі телевізійних фільмів (Мінськ, БРСР; 1987)
- Перший приз на 24-му Міжнародному телевізійному фестивалі «Злата Прага» (Прага, Чехословаччина; 1988)
- Нагорода у номінації «За кращий повнометражний фільм» на 1-му Всесоюзному кінофестивалі мультиплікаційного кіно «КРОК» (Київ, УРСР; 1989)

## Версії

### 2-серійний та повнометражний телефільм (з вставками комічно-музичних номерів)

Обкладинка американського DVD (2006)

Анімаційну стрічку «Острів скарбів» було створено на студії «Київнаукфільм» на замовлення Держтелерадіо СРСР як двосерійний телефільм. Перша частина під назвою «Мапа капітана Флінта» вийшла у 1986 році й мала хронометраж у 48 хв., друга під назвою «Скарби капітана Флінта» — вийшла у 1988 році й мала хронометраж у 59 хв. Згодом ці дві частини об'єднали у повнометражний телефільм тривалістю 106 хвилин і саме цю версію пізніше транслювали на телебаченні та випустили на VHS та на DVD в Росії. Як оригінальна російськомовна 2-серійна версія тривалістю 48 хв. та 59 хв. так і повнометражна 106-хвилинна версія мультфільму на додачу до звичайних анімаційних сцен містять також вставки з живими акторами, що виконують різноманітні комічно-музичні номери. Ці музичні та комічні номери були зняті переважно як чорно-білі кліпи (хоча сам мультфільм кольоровий) й виконувалися ВІА «Фестиваль», окрім фінальної пісні, яку виконав Армен Джигарханян. Окрім того, оригінальна російськомовна версія містила комічні вставки, коли голос за кадром зачитував досьє певного персонажа у стилі радянського телесеріалу «Сімнадцять миттєвостей весни».
На основі оригінальної російськомовної повнометражної 106 хв. версії у Литві згодом зробили двоголосе литовськомовне озвучення фільму, яке доступне зокрема на vod-платформі Megogo.

### Повнометражний телефільм (повністю анімаційний, без вставок з комічно-музичними номерами)
У 1992 році у США компанія Video Treasures за участі Liberty International Entertainment, INI Entertainment Group та Orbital Film випустила на VHS оновлену версія повнометражного фільму тривалістю 72 хвилини під назвою «Повернення до Острова скарбів» (англ. The Return to Treasure Island), з якої вирізали вставки, де голос за кадром зачитує досьє героїв, а також всі неанімаційні музичні номери з живими акторами, відтак створивши повноцінний анімаційний фільм. Ця версія мала англійський дубляж, для якого був створений новий звуковий супровід, а також декілька нових вставок, мета яких була заповнити сюжетні прогалини, що виникли після вилученням з мультфільму неанімаційних музичних вставок. Згодом, у 2001 році компанія GoodTimes Entertaiment цю американську версію фільму перевидали на DVD де також була присутня лише аудіодоріжка з англомовним дубляжем, а опісля, у 2004 році, вийшла оновлена версія американського DVD, яка мала вже 2 аудіодоріжки: англомовний та іспанськомовний дубляж; іспанськомовний дубляж було створено у Аргентині.
На основі американської повнометражної 72 хв. версії, окрім іспанськомовного дубляжу, у кількох країнах було створено й інші дубльовані мовні версії стрічки. Зокрема у Німеччині у 1996 році компанія EuroVideo Media випустила VHS із повноцінним німецьким дубляжем під тією ж назвою «Повернення до Острова скарбів» (нім. Die Rückkehr zur Schatzinsel), у Тайвані у 1997 році компанія Waltz Laser Disc & Records Co. випустила CD video із повноцінним китайським дубляжем під тією ж назвою «Повернення до Острова скарбів» (кит.: 重回金銀島) та у Греції у 2003 році компанія Prooptiki випустила VHS та DVD із повноцінним грецьким дубляжем під тією ж назвою «Повернення до Острова скарбів» (грец. Επιστροφή στο Νησί των Θησαυρών).

## Вплив на культуру
У серпні 2022 року лікар Лівсі став популярним інтернет-мемом, підкорив серця зарубіжних користувачів інтернету. Трек Ghostface Playa «Why Not» у жанрі фонк часто супроводжує ходу лікаря Лівсі.

## Дубляж українською
У 1986—1988 роках Київнаукфільм створив для анімаційного фільму «Острів скарбів» лише російськомовне озвучення; станом на 2024 рік офіційного україномовного дубляжу до фільму не існує.
Однак, станом на 2024 рік існує вже три різних неофіційних фанатських українськомовних озвучень стрічки «Острів скарбів»: озвучення від команди «Flippysketch» яке було оприлюднено в Google Drive у серпні 2022 року озвучення від команди «Біллі Бонс» яке було оприлюднено в Youtube у грудні 2022 року (однак було відразу ж заблоковане й відтоді недоступне через скаргу на порушення авторських прав від російської ВДТРК) та озвучення від команди «ТВІЙ ПРОДАКШН» яке було оприлюднено в Patreon у липні 2024 року.

## Ремейк
В грудні 2021 року, вийшла книга-комікс «Шалені пригоди папуги Флінта» від авторів: Віктора Андрієнка, Олени Шульги та Радни Сахалтуєва. Це нова версія Острова Скарбів, але усі персонажі у ролях тварин.